# Championnats du monde de vol à ski 2020
Navigation
Oberstdorf 2018 Vikersund 2022
La 26e édition des championnats du monde de vol à ski se déroule du 11 décembre 2020 au 13 décembre 2020 à Planica en Slovénie. Le Norvégien Daniel-André Tande est le tenant du titre tandis que la Norvège tentera de défendre son titre par équipe.
Initialement prévue en mars 2020 du 20 mars 2020 au 22 mars 2020, la compétition est reprogrammée en décembre 2020 à cause de la pandémie de Covid-19.

## Individuel

### Résultat final
| Place | Nom                   | Total points |
| ----- | --------------------- | ------------ |
| 01.   | Karl Geiger           | 877,2        |
| 02.   | Halvor Egner Granerud | 876,7        |
| 03.   | Markus Eisenbichler   | 859,3        |
| 04.   | Michael Hayböck       | 845,1        |
| 05.   | Robert Johansson      | 841,0        |
| 06.   | Yukiya Satō           | 835,1        |
| 07.   | Piotr Żyła            | 828,6        |
| 08.   | Kamil Stoch           | 808,5        |
| 09.   | Evgeniy Klimov        | 802,2        |
| 10.   | Andrzej Stękała       | 792,4        |

Tremplin : Planica HS240

### Détails des quatre rounds

#### Premier saut
| Place | Nom                   | Distance | Points | Q |
| ----- | --------------------- | -------- | ------ | - |
| 01.   | Karl Geiger           | 241,0    | 223,4  | Q |
| 02.   | Michael Hayböck       | 245,5    | 221,1  | Q |
| 03.   | Evgeniy Klimov        | 237,0    | 213,8  | Q |
| 04.   | Halvor Egner Granerud | 221,0    | 209,3  | Q |
| 05.   | Markus Eisenbichler   | 220,0    | 205,4  | Q |
| 06.   | Yukiya Satō           | 222,0    | 203,3  | Q |
| 07.   | Robert Johansson      | 220,0    | 202,5  | Q |
| 08.   | Piotr Żyła            | 221,5    | 202,1  | Q |
| 09.   | Andrzej Stękała       | 224,5    | 201,9  | Q |
| 10.   | Dawid Kubacki         | 219,0    | 198,5  | Q |
| 11.   | Constantin Schmid     | 216,5    | 193,6  | Q |
| 12.   | Pius Paschke          | 212,5    | 193,2  | Q |
| 13.   | Kamil Stoch           | 213,0    | 187,5  | Q |
| 14.   | Bor Pavlovčič         | 207,0    | 185,8  | Q |
| 15.   | Antti Aalto           | 205,0    | 183,9  | Q |
| 16.   | Keiichi Satō          | 205,0    | 178,4  | Q |
| 17.   | Domen Prevc           | 206,0    | 176,8  | Q |
| 18.   | Giovanni Bresadola    | 199,5    | 176,7  | Q |
| 19.   | Daniel-André Tande    | 203,0    | 176,5  | Q |
| 20.   | Sander Vossan Eriksen | 207,0    | 174,4  | Q |

| Place | Nom                   | Distance | Points | Q  |
| ----- | --------------------- | -------- | ------ | -- |
| 21.   | Philipp Aschenwald    | 201,5    | 174,0  | Q  |
| 22.   | Ryōyū Kobayashi       | 203,0    | 172,6  | Q  |
| 23.   | Anže Lanišek          | 196,0    | 172,5  | Q  |
| 24.   | Gregor Schlierenzauer | 193,0    | 172,0  | Q  |
| 25.   | Timi Zajc             | 205,0    | 170,8  | Q  |
| 26.   | Johann André Forfang  | 202,5    | 169,8  | Q  |
| 27.   | Matthew Soukup        | 204,0    | 169,2  | Q  |
| 28.   | MacKenzie B.Clowes    | 200,0    | 167,9  | Q  |
| 29.   | Artti Aigro           | 200,5    | 166,5  | Q  |
| 30.   | Mikhail Nazarov       | 203,0    | 166,0  | Q  |
| 31.   | Danil Sadreev         | 196,0    | 163,3  | NQ |
| 32.   | Ilya Mankov           | 195,0    | 162,9  | NQ |
| 33.   | Čestmír Kožíšek       | 194,5    | 159,7  | NQ |
| 34.   | Timon-Pascal Kahofer  | 181,5    | 151,4  | NQ |
| 35.   | Naoki Nakamura        | 185,5    | 151,3  | NQ |
| 36.   | Eetu Nousiainen       | 183,5    | 148,9  | NQ |
| 37.   | Jarkko Määttä         | 174,5    | 143,8  | NQ |
| 38.   | Vitaliy Kalinichenko  | 176,5    | 143,4  | NQ |
| 39.   | Casey Larson          | 181,5    | 141,5  | NQ |
| 40.   | Alex Insam            | 179,5    | 134,3  | NQ |

#### Deuxième saut
| Place | Nom                   | Distance | Points | Total |
| ----- | --------------------- | -------- | ------ | ----- |
| 01.   | Karl Geiger           | 223,5    | 207,8  | 431,2 |
| 02.   | Halvor Egner Granerud | 229,5    | 217,3  | 426,6 |
| 03.   | Markus Eisenbichler   | 247,0    | 220,3  | 425,7 |
| 04.   | Michael Hayböck       | 217,0    | 201,8  | 422,9 |
| 05.   | Robert Johansson      | 228,5    | 208,9  | 411,4 |
| 06.   | Yukiya Satō           | 229,0    | 205,6  | 408,9 |
| 07.   | Piotr Żyła            | 224,5    | 206,4  | 408,5 |
| 08.   | Kamil Stoch           | 229,0    | 211,5  | 399,0 |
| 09.   | Evgeniy Klimov        | 208,0    | 183,2  | 397,0 |
| 10.   | Andrzej Stękała       | 215,5    | 194,6  | 396,5 |
| 11.   | Pius Paschke          | 224,5    | 202,5  | 395,7 |
| 12.   | Dawid Kubacki         | 215,5    | 196,3  | 394,8 |
| 13.   | Constantin Schmid     | 219,5    | 195,8  | 389,4 |
| 14.   | Daniel-André Tande    | 218,5    | 195,8  | 372,3 |
| 15.   | Keiichi Satō          | 217,5    | 193,2  | 371,6 |

| Place | Nom                   | Distance | Points | Total |
| ----- | --------------------- | -------- | ------ | ----- |
| 16.   | Antti Aalto           | 208,5    | 187,4  | 371,3 |
| 17.   | Anže Lanišek          | 218,5    | 196,4  | 368,9 |
| 18.   | Philipp Aschenwald    | 218,0    | 192,7  | 366,7 |
| 19.   | Ryōyū Kobayashi       | 212,5    | 187,0  | 359,6 |
| 20.   | Bor Pavlovčič         | 198,0    | 171,6  | 357,4 |
| 21.   | Johann André Forfang  | 213,0    | 186,8  | 356,6 |
| 22.   | Sander Vossan Eriksen | 208,0    | 179,7  | 354,1 |
| 23.   | Domen Prevc           | 206,5    | 177,0  | 353,8 |
| 24.   | MacKenzie B.Clowes    | 212,0    | 182,6  | 350,5 |
| 25.   | Giovanni Bresadola    | 202,0    | 171,2  | 347,9 |
| 26.   | Gregor Schlierenzauer | 199,5    | 170,5  | 342,5 |
| 27.   | Timi Zajc             | 199,0    | 168,5  | 339,3 |
| 28.   | Artti Aigro           | 196,5    | 164,3  | 330,8 |
| 29.   | Matthew Soukup        | 196,5    | 156,3  | 325,5 |
| 30.   | Mikhail Nazarov       | 178,5    | 145,9  | 311,9 |

#### Troisième saut
Le 12 décembre à 16h. 
| Place | Nom                   | Distance | Points | Total |
| ----- | --------------------- | -------- | ------ | ----- |
| 01.   | Karl Geiger           | 240,5    | 228,0  | 659,2 |
| 02.   | Halvor Egner Granerud | 239,0    | 224,9  | 651,5 |
| 03.   | Markus Eisenbichler   | 234,5    | 217,3  | 643,0 |
| 04.   | Michael Hayböck       | 237,5    | 219,1  | 642,0 |
| 05.   | Robert Johansson      | 228,0    | 211,5  | 622,9 |
| 06.   | Yukiya Satō           | 228,0    | 212,6  | 621,5 |
| 07.   | Piotr Żyła            | 227,0    | 211,2  | 619,7 |
| 08.   | Kamil Stoch           | 223,0    | 205,7  | 604,7 |
| 09.   | Andrzej Stękała       | 224,5    | 205,3  | 601,8 |
| 10.   | Evgeniy Klimov        | 222,5    | 203,9  | 600,9 |
| 11.   | Pius Paschke          | 217,0    | 198,9  | 594,6 |
| 12.   | Dawid Kubacki         | 211,0    | 190,9  | 585,7 |
| 13.   | Daniel-André Tande    | 224,0    | 205,9  | 578,2 |
| 14.   | Constantin Schmid     | 209,0    | 185,3  | 574,4 |
| 15.   | Anže Lanišek          | 215,5    | 196,8  | 565,7 |

| Place | Nom                   | Distance | Points | Total |
| ----- | --------------------- | -------- | ------ | ----- |
| 16.   | Antti Aalto           | 208,5    | 186,2  | 557,5 |
| 17.   | Keiichi Satō          | 197,5    | 171,4  | 543,0 |
| 18.   | Philipp Aschenwald    | 200,5    | 176,0  | 542,7 |
| 19.   | Bor Pavlovčič         | 203,5    | 180,1  | 537,5 |
| 20.   | Ryōyū Kobayashi       | 202,0    | 176,6  | 536,2 |
| 21.   | MacKenzie B.Clowes    | 206,0    | 184,1  | 534,6 |
| 22.   | Johann André Forfang  | 200,0    | 174,7  | 531,3 |
| 23.   | Domen Prevc           | 201,5    | 176,5  | 530,3 |
| 24.   | Giovanni Bresadola    | 192,0    | 168,4  | 516,3 |
| 25.   | Gregor Schlierenzauer | 193,0    | 168,9  | 511,4 |
| 26.   | Artti Aigro           | 197,5    | 176,4  | 507,2 |
| 27.   | Sander Vossan Eriksen | 172,5    | 138,1  | 492,2 |
| 28.   | Matthew Soukup        | 191,5    | 165,6  | 491,1 |
| 29.   | Mikhail Nazarov       | 199,5    | 173,3  | 485,2 |
| 30.   | Timi Zajc             | DNS      | DNS    | 339,3 |

#### Saut final
| Place | Nom                   | Distance | Points | Total |
| ----- | --------------------- | -------- | ------ | ----- |
| 01.   | Karl Geiger           | 231,5    | 218,0  | 877,2 |
| 02.   | Halvor Egner Granerud | 243,0    | 225,2  | 876,7 |
| 03.   | Markus Eisenbichler   | 230,0    | 216,3  | 859,3 |
| 04.   | Michael Hayböck       | 220,5    | 203,1  | 845,1 |
| 05.   | Robert Johansson      | 232,0    | 218,1  | 841,0 |
| 06.   | Yukiya Satō           | 229,0    | 213,6  | 835,1 |
| 07.   | Piotr Żyła            | 224,5    | 208,9  | 828,6 |
| 08.   | Kamil Stoch           | 222,5    | 203,8  | 808,5 |
| 09.   | Evgeniy Klimov        | 220,0    | 201,3  | 802,2 |
| 10.   | Andrzej Stękała       | 212,0    | 190,6  | 792,4 |
| 11.   | Pius Paschke          | 213,5    | 196,3  | 790,9 |
| 12.   | Anže Lanišek          | 228,0    | 211,5  | 777,2 |
| 13.   | Daniel-André Tande    | 218,0    | 198,9  | 777,1 |
| 14.   | Constantin Schmid     | 213,5    | 193,0  | 767,7 |
| 15.   | Dawid Kubacki         | 196,0    | 168,7  | 754,4 |

| Place | Nom                   | Distance | Points | Total |
| ----- | --------------------- | -------- | ------ | ----- |
| 16.   | Antti Aalto           | 207,5    | 182,4  | 739,9 |
| 17.   | Keiichi Satō          | 206,0    | 180,1  | 723,1 |
| 18.   | Philipp Aschenwald    | 203,0    | 177,0  | 719,7 |
| 19.   | Ryōyū Kobayashi       | 205,0    | 180,5  | 716,7 |
| 20.   | Bor Pavlovčič         | 203,5    | 178,0  | 715,5 |
| 21.   | Domen Prevc           | 207,5    | 182,4  | 712,7 |
| 22.   | Johann André Forfang  | 205,0    | 179,1  | 710,4 |
| 23.   | MacKenzie B.Clowes    | 203,0    | 175,5  | 710,1 |
| 24.   | Giovanni Bresadola    | 201,0    | 173,2  | 689,5 |
| 25.   | Artti Aigro           | 207,0    | 180,1  | 687,3 |
| 26.   | Gregor Schlierenzauer | 202,0    | 174,8  | 686,2 |
| 27.   | Matthew Soukup        | 200,0    | 172,9  | 664,0 |
| 28.   | Sander Vossan Eriksen | 198,0    | 171,1  | 663,3 |
| 29.   | Mikhail Nazarov       | 195,5    | 166,9  | 652,1 |
| 30.   | Timi Zajc             | DNS      | DNS    | 339,3 |

## Par équipes
| Place | Pays      | Sauteurs                                                                       | Points |
| ----- | --------- | ------------------------------------------------------------------------------ | ------ |
| 1     | Norvège   | Daniel-André Tande Johann André Forfang Robert Johansson Halvor Egner Granerud | 1727.7 |
| 2     | Allemagne | Constantin Schmid Pius Paschke Markus Eisenbichler Karl Geiger                 | 1708.5 |
| 3     | Pologne   | Piotr Zyla Andrzej Stękała Kamil Stoch Dawid Kubacki                           | 1665.5 |
| 4     | Slovénie  | Domen Prevc Peter Prevc Bor Pavlovčič Anže Lanišek                             | 1609.9 |
| 5     | Japon     | Keiichi Satō Naoki Nakamura Ryōyū Kobayashi Yukiya Satō                        | 1483.5 |
| 6     | Autriche  | Philipp Aschenwald Gregor Schlierenzauer Timon-Pascal Kahofer Michael Hayböck  | 1422.1 |
| 7     | Russie    | Ilya Mankov Danil Sadreev Mikhail Nazarov Evgeniy Klimov                       | 1356.3 |
| 8     | Finlande  | Niko Kytösaho Jarkko Maeaettae Eetu Nousiainen Antti Aalto                     | 1284.8 |

## Tableau des médailles
| Rang  | Nation    | Or | Argent | Bronze | Total |
| ----- | --------- | -- | ------ | ------ | ----- |
| 1     | Allemagne | 1  | 1      | 1      | 3     |
| 2     | Norvège   | 1  | 1      | 0      | 2     |
| 3     | Pologne   | 0  | 0      | 1      | 1     |
| Total | Total     | 2  | 2      | 2      | 6     |